# Videogiochi di Bleach
Questa è una lista di videogiochi basati su Bleach. La maggior parte segue da vicino le vicende della serie originale, ma alcuni se ne discostano e presentano storie e personaggi inediti. Tra le tipologie di giochi presenti vi sono picchiaduro, videogiochi d'azione e di ruolo.
Tutti i giochi che utilizzano le piattaforme Sony sono stati sviluppati da Sony Computer Entertainment, mentre i giochi per le console Nintendo sono stati sviluppati e distribuiti da SEGA e quelli per Nintendo DS sono stati prodotti da Treasure. Tutti i videogiochi sono stati diffusi soltanto in Giappone, tranne i titoli Bleach: The Blade of Fate, Bleach: Dark Souls, Bleach: The 3rd Phantom, Bleach: Shattered Blade e Bleach: Soul Resurrección, che sono stati tradotti e distribuiti negli Stati Uniti e in Europa.

## Lista videogiochi
- Bleach: Blade Battlers (un gioco di combattimento tridimensionale) per PlayStation 2
- Bleach: Blade Battlers 2 per PlayStation 2
- Bleach: The Blade of Fate (un gioco di combattimento bidimensionale) per Nintendo DS
- Bleach: Heat the Soul per PSP
- Bleach GC Tasogare Ni MAmieru Shinigami per GameCube
- Bleach: Hanatareshi Yabou per PlayStation 2
- Bleach Advance: Kurenai Ni Somaru Soul Society per Game Boy Advance
- Bleach: Erabareshi Tamashii per PlayStation 2
- Bleach: Dark Souls per Nintendo DS
- Bleach: The 3rd Phantom per Nintendo DS
- Bleach: The 4th Flame Bringer per Nintendo DS
- Bleach: Shattered Blade per Nintendo Wii
- Bleach: Versus Crusade per Nintendo Wii
- Bleach: Heat the Soul 2 per PSP
- Bleach: Heat the Soul 3 per PSP
- Bleach: Heat the Soul 4 per PSP
- Bleach: Heat the Soul 5 per PSP
- Bleach: Soul Carnival per PSP
- Bleach: Soul Carnival 2 per PSP
- Bleach: Heat the Soul 6 per PSP
- Bleach: Heat the Soul 7 per PSP
- Bleach: Soul Resurrección per PlayStation 3
- Bleach: Brave Souls per Android e iOS